# Petalocephala vittata
Petalocephala vittata är en insektsart som beskrevs av Matsumura 1912. Petalocephala vittata ingår i släktet Petalocephala och familjen dvärgstritar. Inga underarter finns listade i Catalogue of Life.